# タビー・ヘイズ
タビー・ヘイズ（英語: Tubby Hayes、1935年1月30日 - 1973年6月8日）は、イギリス、ロンドン出身のハード・バップテナー・サクソフォーン奏者、ヴィブラフォン奏者である。父親はヴァイオリニストであった。
パワフルかつ淀みなくあふれ出るアドリブをヨーロッパ・ジャズ・ファンに披露した。ソニー・ロリンズ、ジョン・コルトレーンの影響がうかがえたが、後期はメロディアスで明快、強力なハード・バップ・ジャズをプレイした。自身のクインテット作1962年のアルバム『ダウン・イン・ザ・ヴィレッジ』は中期の名盤、1967年のカルテット作品『メキシカン・グリーン』はモードと革新をクロスオーバーさせたブリティッシュ・ジャズの傑作である。また、イギリス・ジャズ界の重鎮ロニー・スコットらと数多く共演、リーダー作も残したが、1973年に38歳で死去した。

## ディスコグラフィ

### アルバム
- British Modern Jazz Scene 1956 (1956年、Tempo TAP 2) ※Tubby Hayes and His Orchestra
- ...After Lights Out (1956年、Tempo TAP 6) ※Tubby Hayes Quintet
- Little Giant of Jazz (1957年、Imperial LP 9046) ※Tubby Hayes Quartet/Quintet、1955年-1956年録音
- London Jazz Quartet (1960年、Tempo TAP 28) ※with アラン・ブランスコム、ジャック・ファロン、トニー・クロンビー、1959年録音
- 『TUBBY'S GROOVE』 - Tubby's Groove – Tubby Hayes Quartet (1960年、Tempo TAP 29) ※1959年録音
- 『タブス』 - Tubbs (1961年、Fontana TFL 5142)
- 『パラディウム・ジャズ・デイト』 - Palladium Jazz Date (1961年、Fontana TFL 5151) ※ライブ。A面はクレオ・レーンの作品
- Tubbs In N.Y. (1961年、Fontana TFL 5183/STFL 595) ※Tubby Hayes Sextet、クラーク・テリー、エディ・コスタ、ホレス・パーラン参加
- All Night Long (1962年、Fontana TFL 5179/STFL 591) ※with デイヴ・ブルーベック、ジョン・ダンクワース、チャールズ・ミンガス。サウンドトラック。1961年録音
- 『リターン・ヴィジット!』 - Return Visit! (1963年、Fontana TL 5195) ※Tubby Hayes and The All Stars、ジェームス・ムーディ、ローランド・カーク、ウォルター・ビショップ・ジュニア参加、1962年録音
- 『レイト・スポット・アット・スコッツ』 - Late Spot At Scott's (1963年、Fontana TL 5200) ※Tubby Hayes Quintet、1962年ライブ録音
- 『ダウン・イン・ザ・ヴィレッジ』 - Down In The Village (1963年、Fontana 680 998 TL) ※Tubby Hayes Quintet、1962年ライブ録音
- 『タブス・ツアーズ』 - Tubbs' Tours (1964年、Fontana STL 5221) ※The Tubby Hayes Orchestra、ライブ
- 『ジャズ・テテ・ア・テテ』 - Peter Burman's Jazz Tete A Tete (1966年) ※with トニー・コー
- 『100%プルーフ』 - 100% Proof (1967年、Fontana STL 5410) ※The Tubby Hayes Orchestra
- 『メキシカン・グリーン』 - Mexican Green (1968年、Fontana SFJL 911) ※Tubby Hayes Quartet、1967年録音
- The Orchestra (1970年、Fontana 6309 002) ※The Tubby Hayes Orchestra
- A Tribute: Tubbs (1981年) ※1963年ライブ録音
- Live 1969 (1986年) ※Tubby Hayes Quartet、1969年録音
- 200% Proof (1992年) ※The Tubby Hayes Orchestra、1969年録音 (BBC broadcast)
- For Members Only: '67 Live (1993年) ※Tubby Hayes Quartet、1967年ライブ録音
- Night And Day (1995年) ※1963年-1966年ライブ録音
- Tubby Hayes Quartet In Scandinavia (1998年) ※1972年ライブ録音
- Live In London (2004年) ※1963年-1965年ライブ録音
- The Syndicate: Live At The Hopbine 1968, Vol. 1 (2005年) ※1968年録音
- Commonwealth Blues (2005年) ※1965年のBBCレコーディング
- Addictive Tendencies (2005年) ※1966年ライブ録音
- Live At The Dancing Slipper (2005年) ※1966年ライブ録音
- Live At The Hopbine (2006年) ※1965年ライブ録音
- Intensity: The 1965 Tapes (2008年) ※1965年ライブ録音
- Lament (2010年) ※Tubby Hayes Quartet、1967年–1970年ライブ録音
- Tubby's New Groove – Tubby Hayes Quartet (2011年) ※1959年録音
- Dancing In The Dark (2011年) ※Tubby Hayes Quintet、1964年ライブ録音
- Rumpus (2015年) ※The Tubby Hayes Big Band、1969年ライブ録音
- 『シンフォニー〜ザ・ロスト・セッションズ1972』 - Symphony: The Lost Session (2015年) ※1972年ライブ録音
- Split Kick: Live In Sweden 1972 (2016年) ※1972年ライブ録音
- Grits, Beans and Greens: The Lost Fontana Studio Sessions 1969 (2019年、Fontana) ※Tubby Hayes Quartet、1969年録音

### EP
- The Little Giant, Volume 1 (1955年、Tempo EXA 14 [7" EP]) ※Tubby Hayes and His Orchestra
- The Little Giant, Volume 2 (1955年、Tempo EXA 17 [7" EP]) ※Tubby Hayes and His Orchestra
- The Swinging Giant, Volume 1 (1955年、Tempo EXA 27 [7" EP]) ※Tubby Hayes Quartet
- The Swinging Giant, Volume 2 (1955年、Tempo EXA 28 [7" EP]) ※Tubby Hayes Quartet
- The Eighth Wonder (1958年、Tempo EXA 82 [7" EP])

### ジャズ・クーリアーズ
- 『タビー・ヘイズ・アンド・ザ・ジャズ・クーリアーズ・フィーチャリング・ロニー・スコット』 - The Jazz Couriers Featuring Ronnie Scott and Tubby Hayes (1957年、Tempo TAP 15)
- 『イン・コンサート』 - In Concert (1958年、Tempo TAP 22)
- England's Greatest Combo...The Couriers of Jazz! (1959年、London LTZ-L 15188)
- 『THE LAST WORD』 - The Last Word (1959年、Tempo TAP 26)

### 参加アルバム
ジャック・コスタンゾ
- 『イクウエイション・イン・リズム』 - Equation In Rhythm (1962年、Fontana)

トニー・クロンビー・アンド・ヒズ・メン
- Atmosphere (1959年、Columbia EMI)

ジョン・ダンクワース・アンド・ヒズ・オーケストラ
- What the Dickens! (1963年、Fontana)

ジミー・デューカー
- Pub Crawling (1957年、Contemporary)

ジョージィ・フェイム・アンド・ザ・ハリー・サウス・ビッグ・バンド
- 『サウンド・ヴェンチャー』 - Sound Venture (1966年、Columbia EMI)

ヴィクター・フェルドマン
- Suite Sixteen (1958年、Contemporary)

ポール・ゴンザルヴェス
- Just Friends (1964年、Columbia EMI)
- Change of Setting (1967年、World Record Club)

ディジー・リース
- 『チェンジング・ザ・ジャズ・アット・バッキンガム・パレス』 - Changing The Jazz At Buckingham Palace (1956年、Savoy)
- 『ブルース・イン・トリニティ』 - Blues in Trinity (1958年、Blue Note)

ラロ・シフリン
- The Liquidator (soundtrack) (1965年、MGM)

スタン・トレイシー・ビッグ・バンド
- Alice In Jazz Land (1966年、Columbia EMI)